# Montgaroult
Montgaroult is een plaats en voormalige gemeente in het Franse departement Orne in de regio Normandië en telt 304 inwoners (1999). De plaats maakt deel uit van het arrondissement Argentan.

## Geschiedenis
Montgaroult is op 1 januari 2018 gefuseerd met de gemeenten Goulet en Sentilly tot de gemeente Monts-sur-Orne. 

## Geografie
De oppervlakte van Montgaroult bedraagt 13,9 km², de bevolkingsdichtheid is 21,9 inwoners per km².
De onderstaande kaart toont de ligging van Montgaroult met de belangrijkste infrastructuur en aangrenzende gemeenten.

## Demografie
Onderstaande figuur toont het verloop van het inwonertal (bron: INSEE-tellingen).